# Perspectiva
Perspectiva (português brasileiro) ou perspetiva (português europeu) é um campo de estudo da geometria e, em especial, da geometria projetiva. Suas aplicações estendem-se para: arte, arquitetura, design, engenharia etc.  Trata-se de uma ciência que abarca os métodos de representação dos objetos em seus tamanhos e posições "corretas", tal qual a visão humana supostamente os compreenderia, a partir de um observador. A perspectiva subdivide-se em várias modalidades como: cônica, isométrica, cavaleira, militar, entre outras, e foi desenvolvida pelos artistas e geômetras na transição da Idade Média para o Renascimento, na sua forma estrita de entendimento.

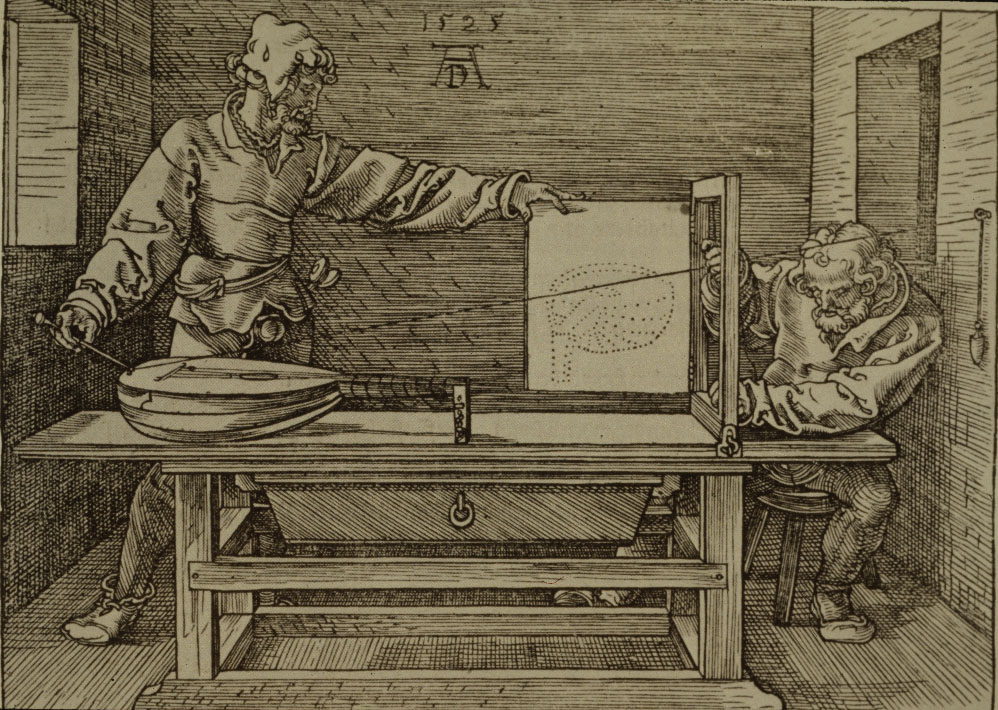
Xilogravura do Século 16 de Albrecht Dürer.

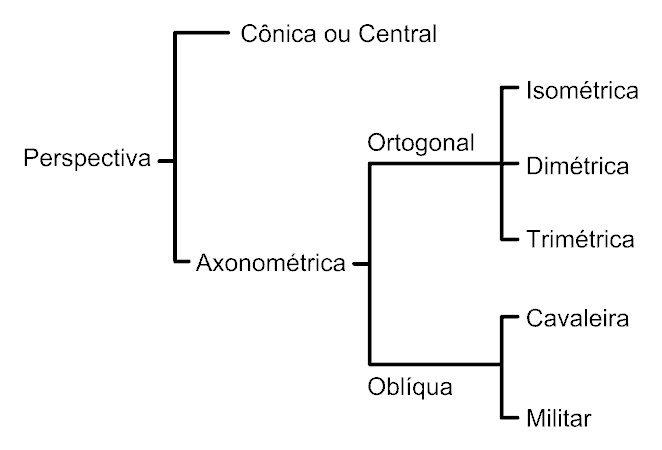
Diferentes sistemas de perspectiva.

Segundo Thomas E. French, ex-profesor de desenho de engenharia na Universidade Estadual de Ohio, e Charles J. Vierck, ex-professor de expressão gráfica da Universidade da Flórida, existia, na prática, até o final da década de 1990, três tipos de desenho em perspectiva, sendo eles: axonométrico (isométrico, dimétrico e trimétrico), oblíquo (em múltiplas variações) e os exatos (também classificados como centrais, que são compostos por um ou mais pontos de fuga).

## Perspectivas centrais

### Um ponto de fuga

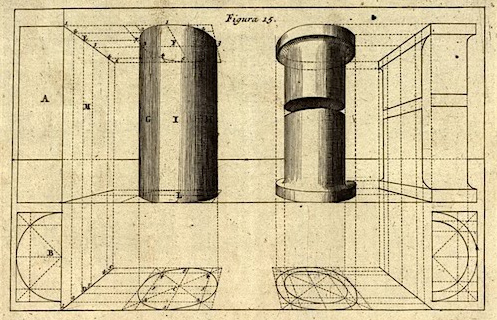
Um ponto de fuga.

A perspectiva com um ponto de fuga, também conhecida como perspectiva renascentista, foi o primeiro método de perspectiva exata, que se baseia em um ponto de fuga situado na linha do horizonte, para o qual convergem as retas paralelas, que ao serem transformadas em diagonais, no quadro, provocam a sensação de profundidade.

### Dois pontos de fuga

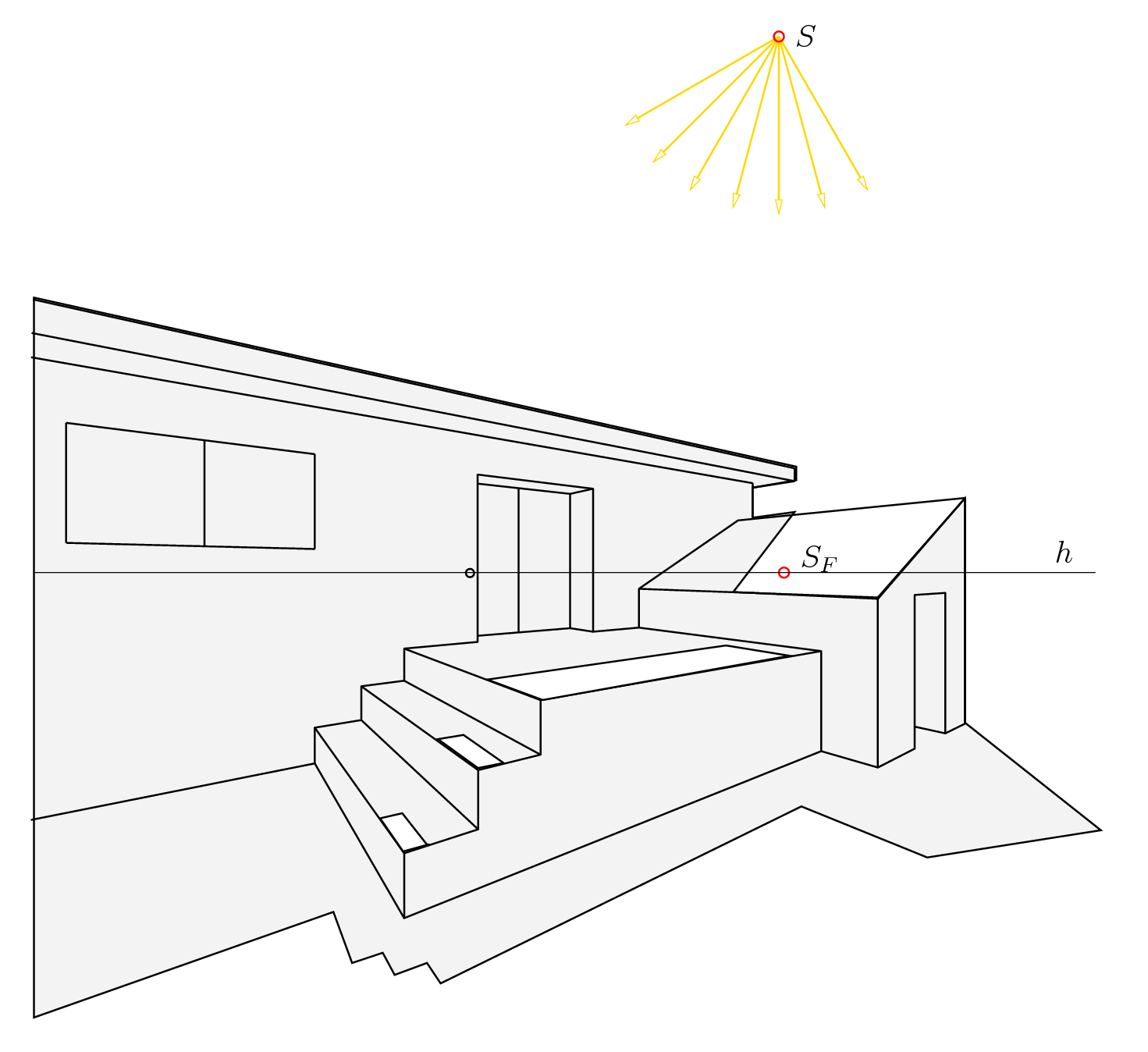
Dois pontos de fuga.

A perspectiva com dois pontos de fuga é um método de perspectiva exata desenvolvido por Brook Taylor, em 1715, que abarca os processos: das dominantes, das fugantes, dos arquitetos, entre outros. Em 1719, Taylor lançou uma versão melhorada do trabalho em New Principles of Linear Perspective.

### Três pontos de fuga

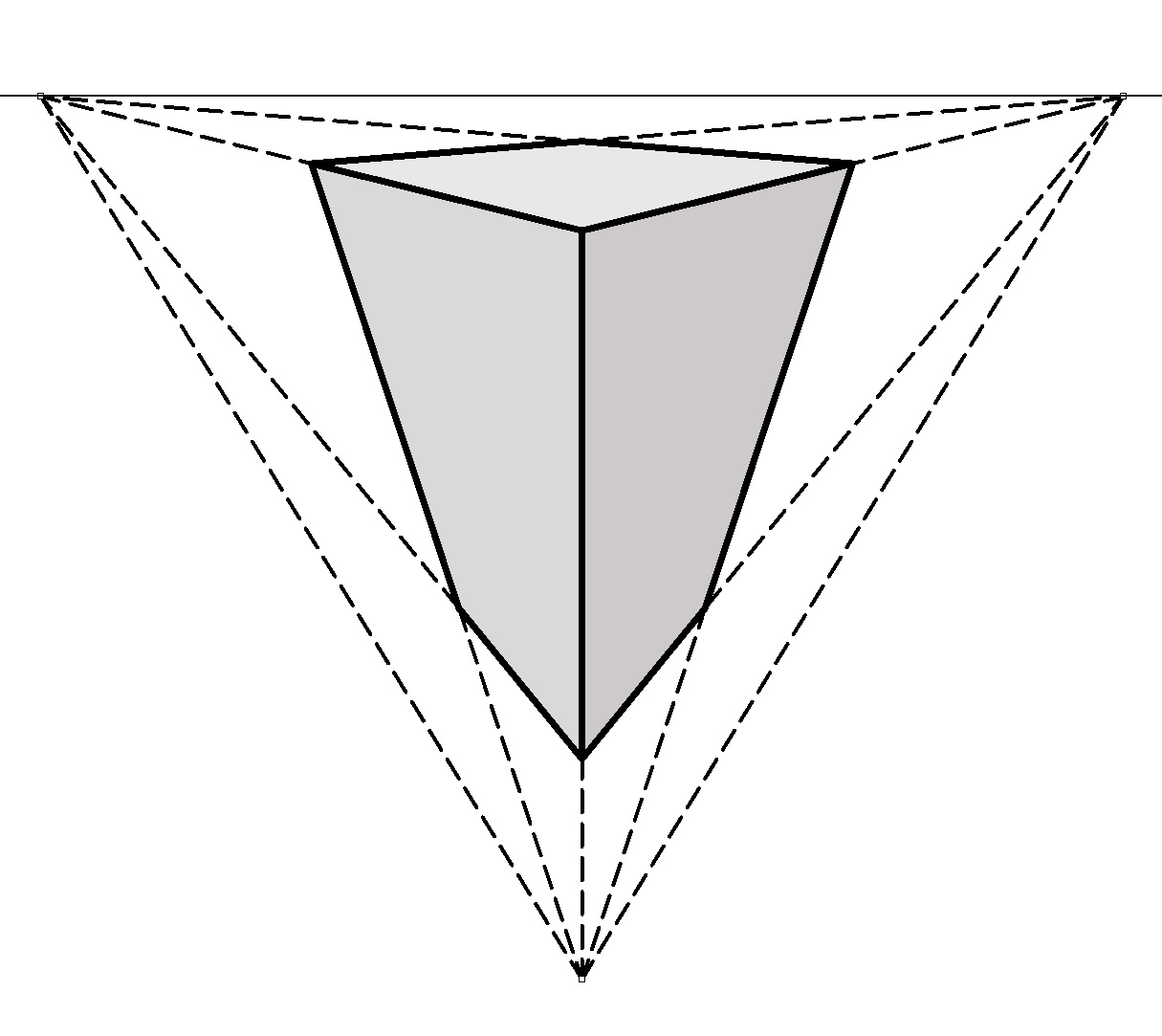
Três pontos de fuga.

A perspectiva com três pontos de fuga é um processo de projeção central, em que um ponto de fuga está situado fora da altura dos olhos (linha do horizonte). É muito usado para ilustrar, com "exagero", uma cena observada de baixo para cima ou de cima para baixo, embora possa abrigar outras relações entre os elementos do sistema projetivo.

### Curvilínea

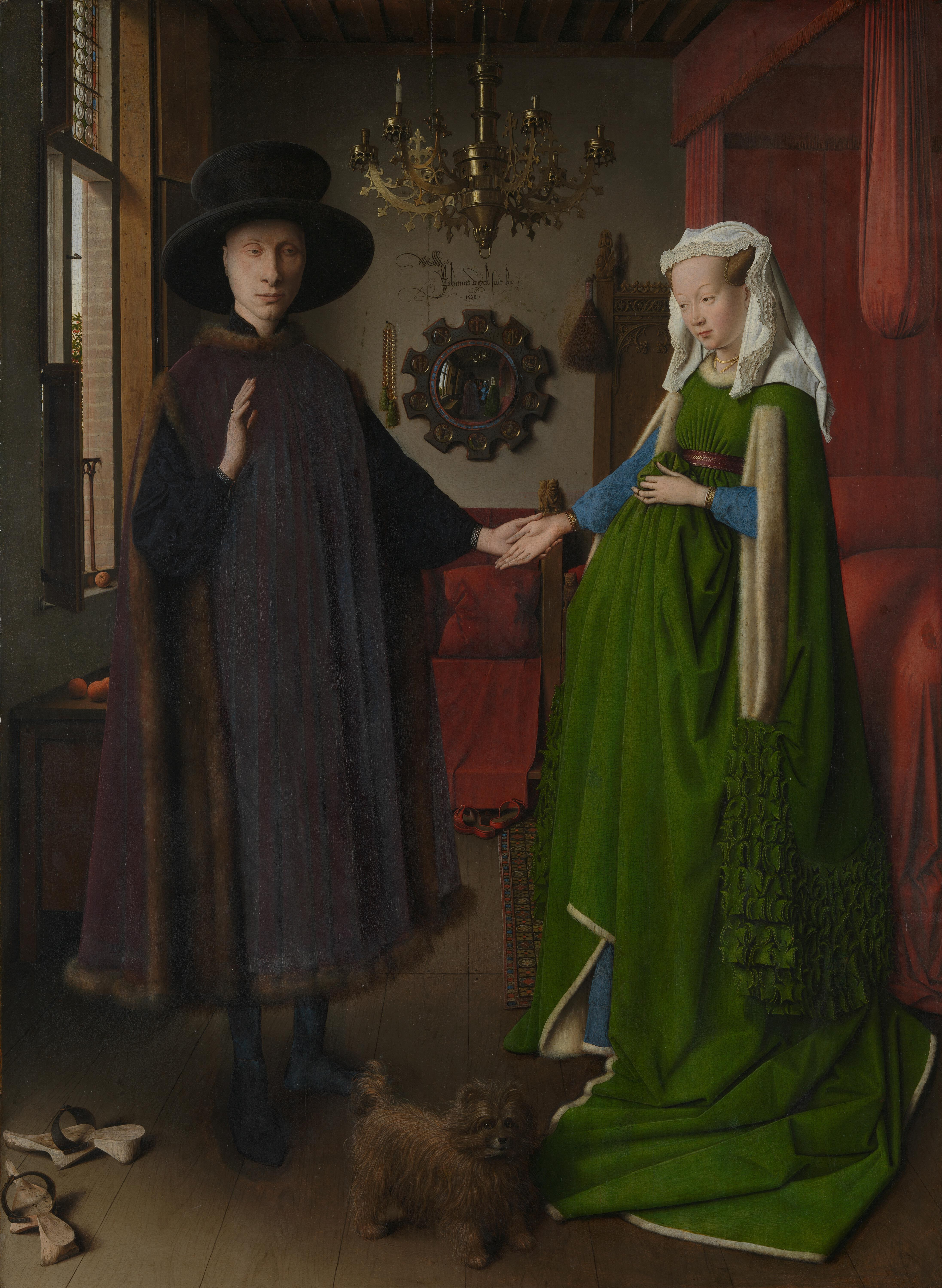
Pintura de Jan van Eyck na qual o espelho do fundo foi desenhado com um sistema de perspectiva curvilínea.

O processo gráfico de perspectiva curvilínea foi usado para desenhar objetos em uma superfície plana, com a intenção de criar a sensação de que se está a observar uma superfície curvílina. Artistas como Jan van Eyck e Escher desenvolveram trabalhos com esse tipo de representação. Em 1968 um processo esférico foi codificado pelos artistas e historiadores André Barre e Albert Flocon, no livro La Perspective curviligne, que foi traduzido para o inglês, em 1987, como Curvilinear Perspective: From Visual Space to the Constructed Image.

### Quadridimensional

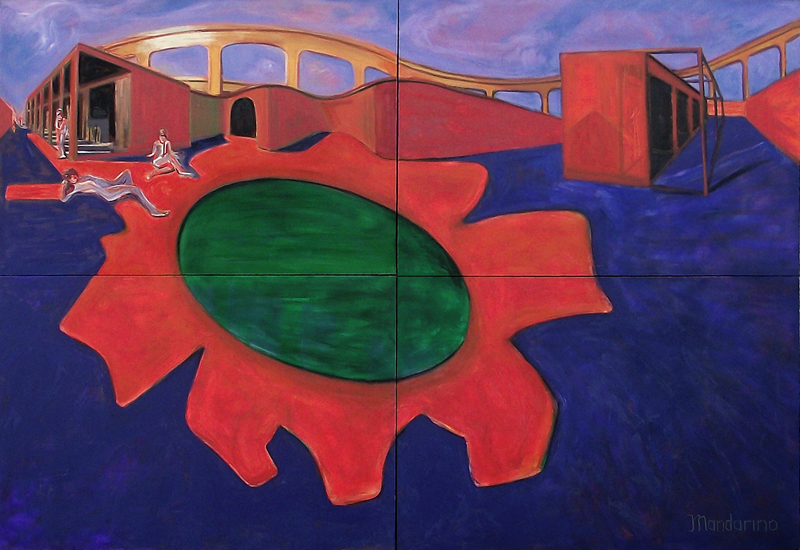
Perspectiva quadridimensional.

A perspectiva quadridimensional é um processo contemporâneo, desenvolvido em 1997, que cria cenas com diferentes pontos de vista, os quais foram "vistos" por um observador móvel (o desenhista) e que podem ser registrados em superfícies planas ou curvilíneas.

## Perspectivas axonométricas ortogonais
Resultam da projeção cilíndrica ortogonal, quando três faces de um objeto podem ser vistas. Existem infinitas modalidades de perspectivas axonométricas, mas somente algumas são usadas com regularidade no desenho técnico.

### Isométrica

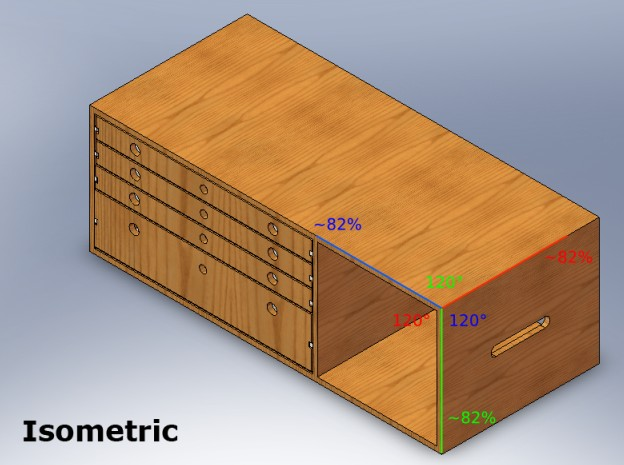
Paralelepípedo em perspectiva isométrica.

A perspectiva isométrica é um caso particular de projeção cilíndrica ortogonal. O sistema de eixos da situação a ser projetada ocorrerá na perspectiva, se vistos no plano, de forma equi-angular a 120º. Desta forma, é possível traçar uma perspectiva isométrica através de uma malha de retas desenhadas a partir de ângulos de 30º. O termo isométrica vem do grego: "mesma medida", já que as medidas ortogonais, retiradas das vistas ortogonais, são redesenhadas nos eixos x, y e z com os tamanhos indicados pelas cotas. As linhas inclinadas, que estão fora do tri-eixo ortogonal, não têm as mesmas medidas.

### Dimétrica

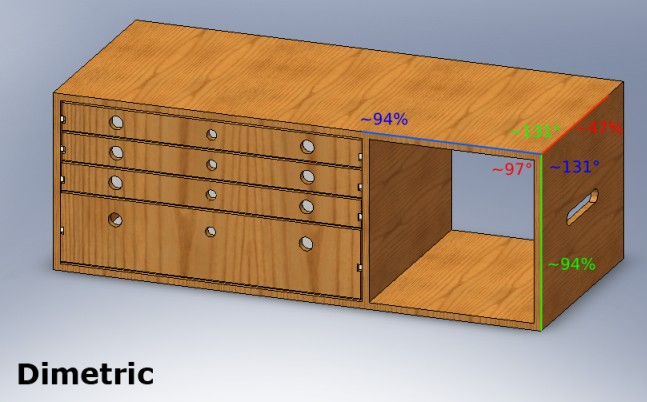
Paralelepípedo em perspectiva dimétrica.

O que caracteriza a perspectiva dimétrica é o fato de que dois de seus eixos projetam-se em ângulos iguais no quadro. A escala gráfica de construção é semelhante à da projeção isométrica, mas para ser desenhada são aplicados coeficientes de redução nos eixos horizontais.

### Trimétrica

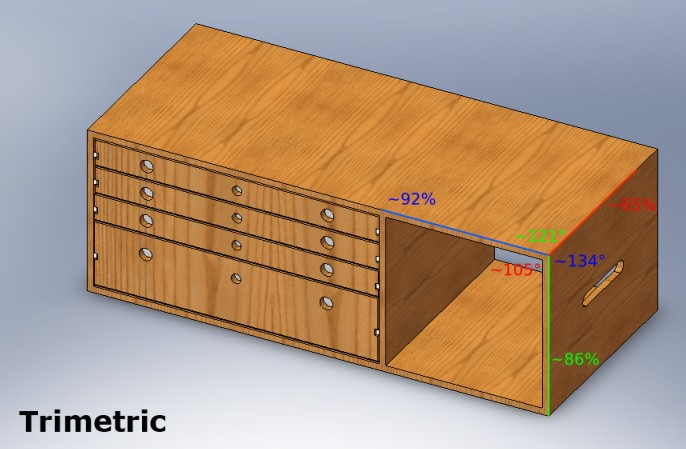
Paralelepípedo em perspectiva trimétrica.

Na perspectiva trimétrica três ângulos do triedro de referência projetam-se em ângulos desiguais no quadro, desse modo os três eixos devem ser submetidos a coeficientes de redução diferentes.

## Perspectivas axonométricas oblíquas

### Cavaleira e militar

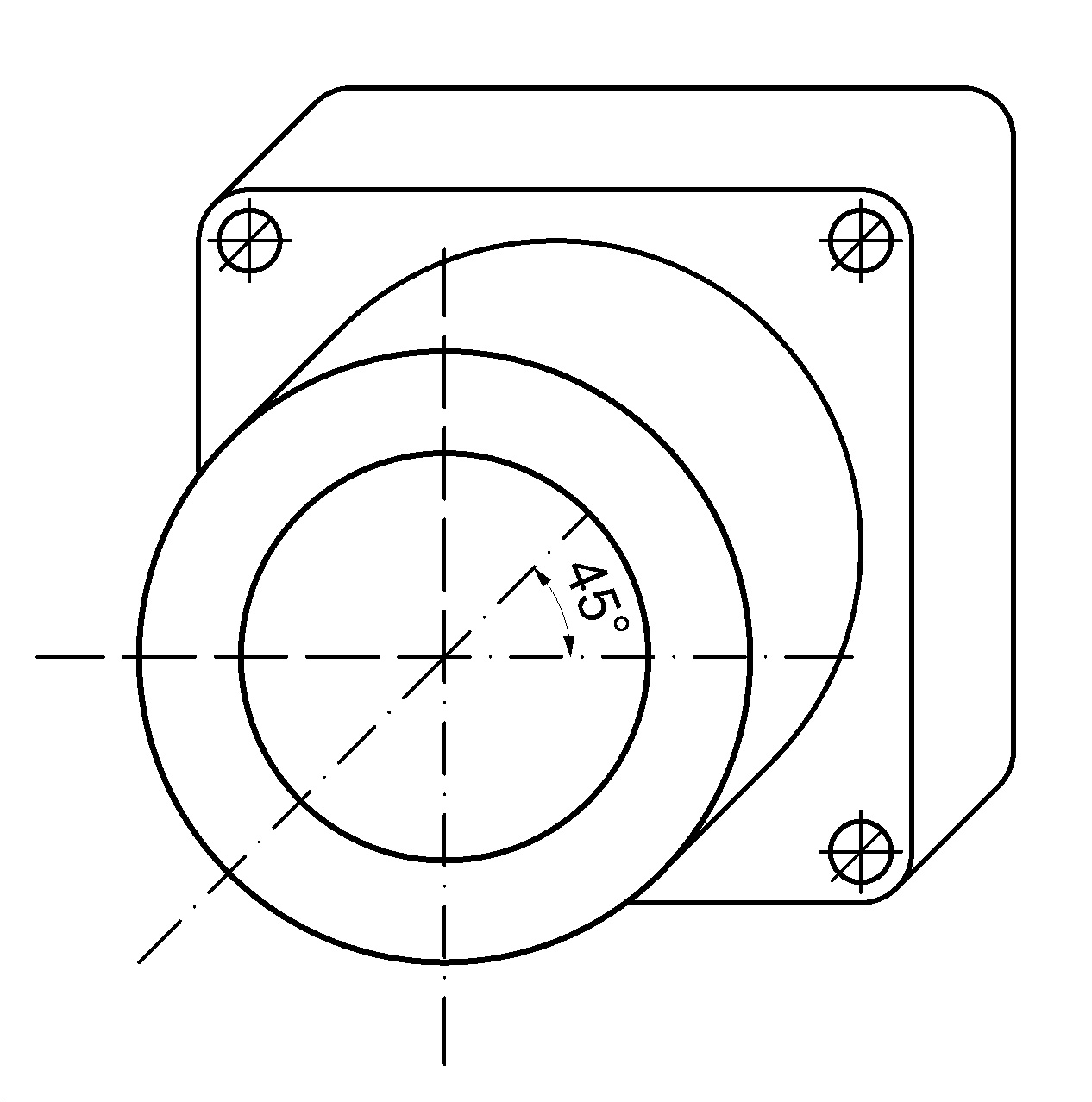
Perspectiva cavaleira de 45º (cabinet).

A perspectiva cavaleira é um tipo de projeção cilíndrica obliqua, estando o objeto com uma face paralela ao quadro (plano de projeção). Ela é considerada um método de perspectiva rápida, em virtude da facilidade com que se pode obter o desenho de objetos de dimensões reduzidas, principalmente se este tiver superfícies planas. Geralmente, o quadro é posicionado na vertical, mas se for colocado na horizontal, constituirá a projeção cilíndrica obliqua uma variedade da perspectiva cavaleira, a qual os autores franceses, no começo do século XIX, denominaram de perspectiva militar.

## Ver também

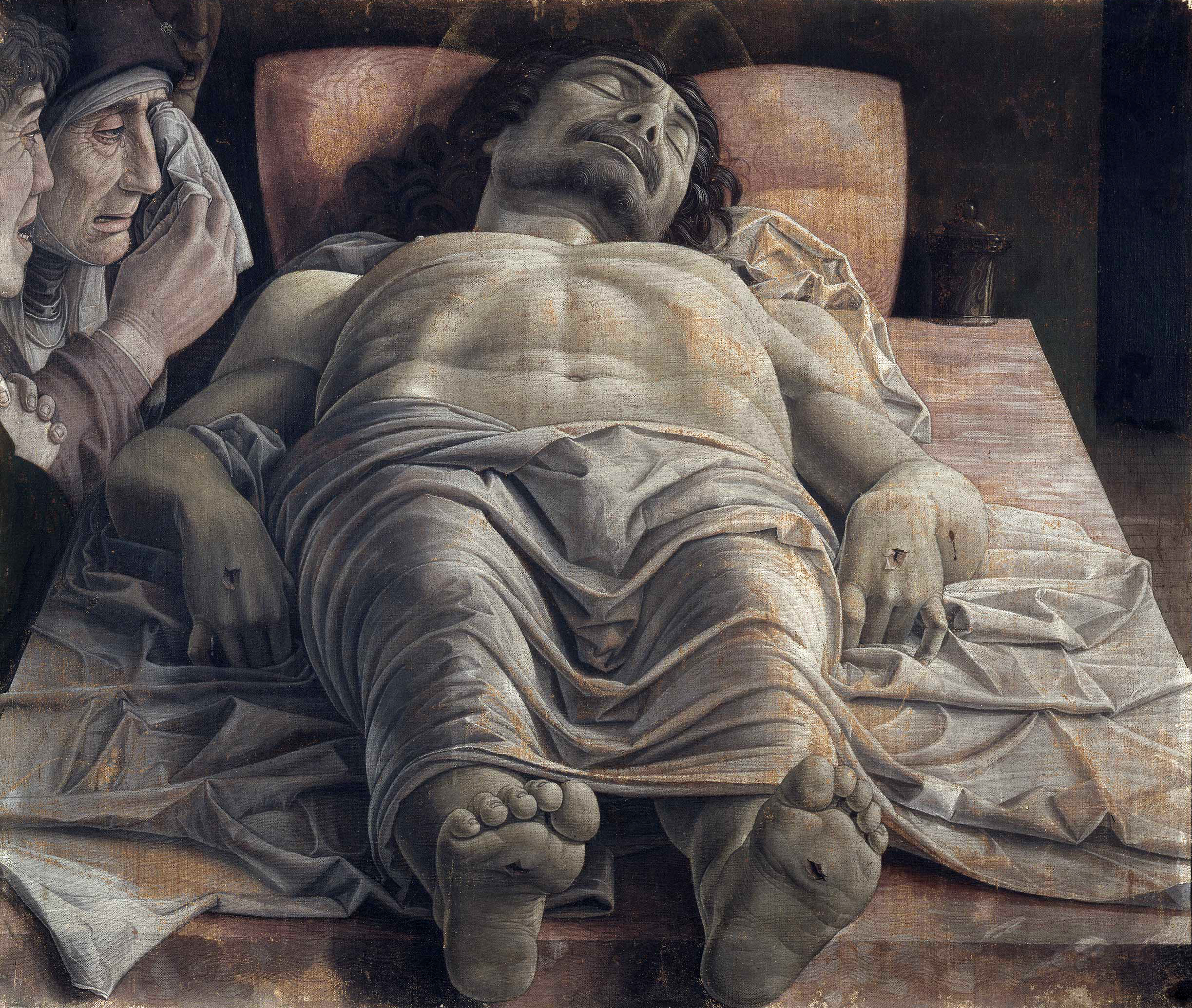
Andrea Mantegna, A Lamentação sobre o Cristo Morto, um brilhante exemplo da técnica de escorço.

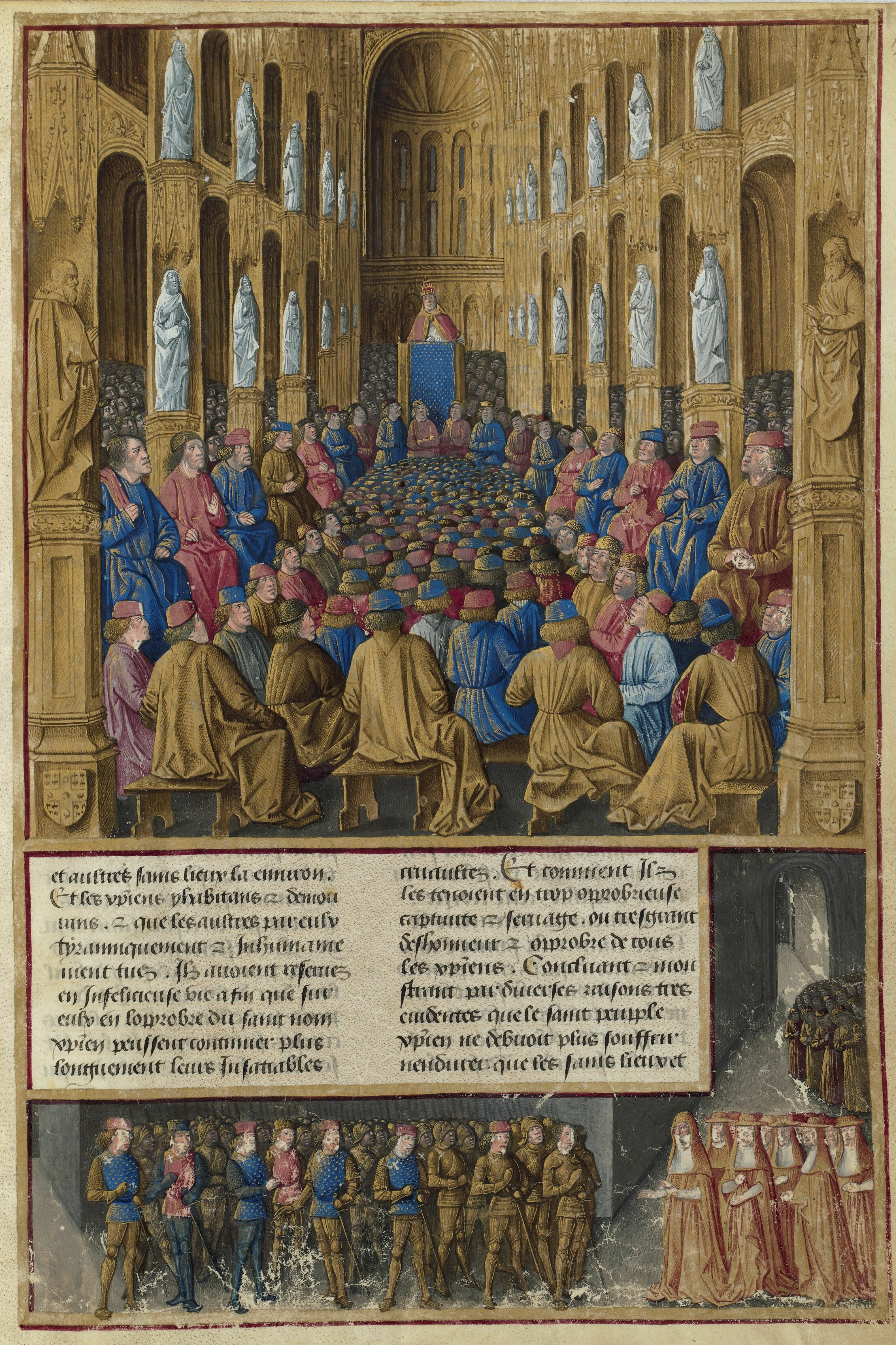
Perspectiva espinha de peixe de Sébastien Mamerot.

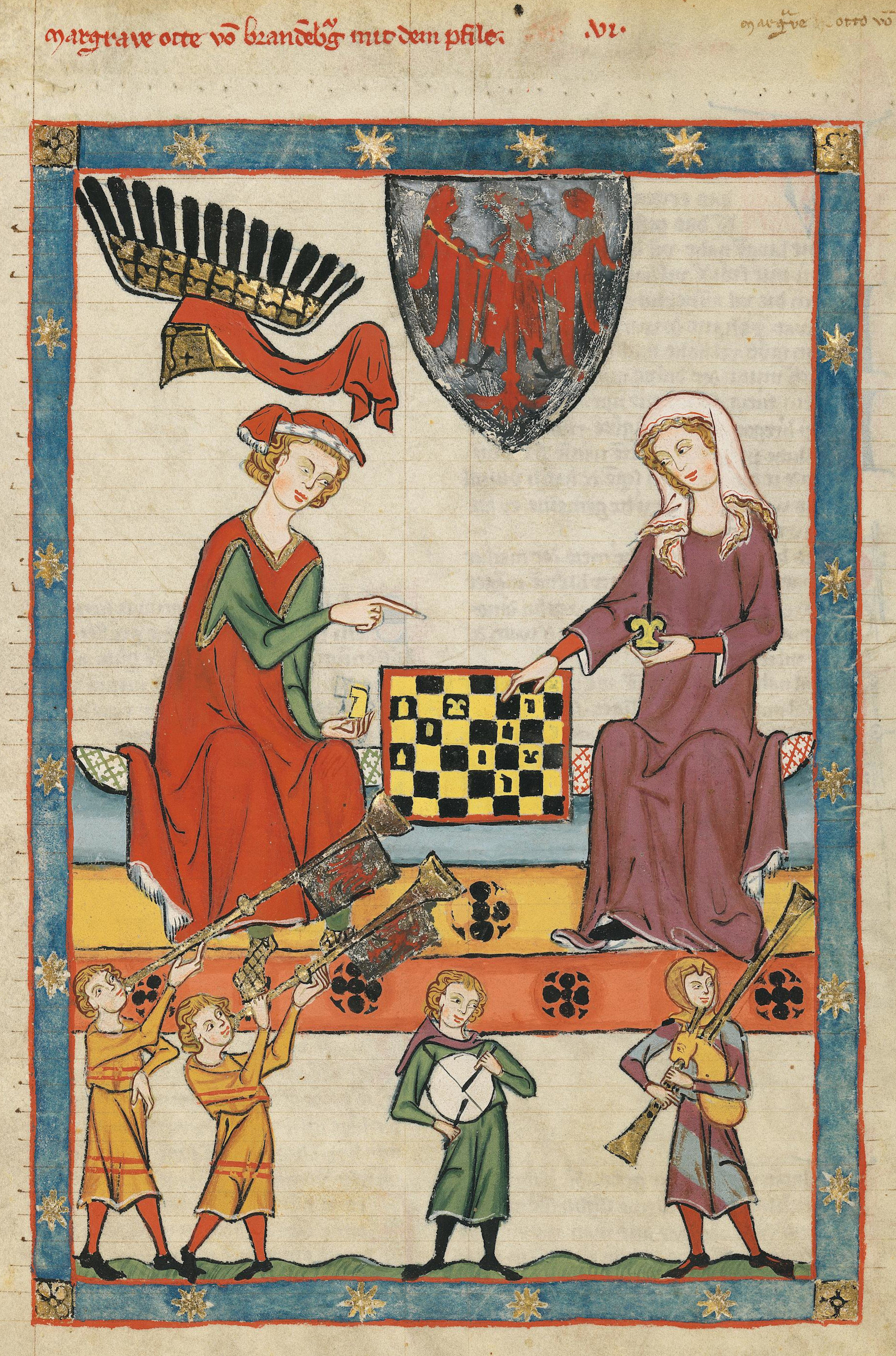
A ilustração do Codex Manesse (séc. XIV) usa a perspectiva hierárquica.